# ولفرد مادلنج
ولفرد مادلنج (بالألمانية: Wilferd Madelung) (26 ديسمبر 1930 - 9 مايو 2023) هو مستشرق ألماني. ولد في شتوتغارت في ألمانيا، وفي سنة 1947 انتقل مع عائلته إلى الولايات المتحدة الأمريكية، حيث درس في جامعة جورجتاون. أقام في مصر طيلة سنة 1952، وخلال إقامته فيها قامت ثورة يوليو، فغادر إلى ألمانيا حيث أكمل دراساته العليا وحاز على درجة الدكتوراه سنة 1957، ثم في سنة 1958 عمل في سفارة ألمانيا ببغداد لمدة سنتين، وبعد ذلك درسّ في جامعة شيكاغو حيث شغل منصب أستاذ التاريخ الإسلامي وبعدها شغل منصب أستاذ اللغة العربية بجامعة أكسفورد. من سنة 1978 إلى 1998.

## آثاره
كتب بشكل مكثف في موضوع الإسلام المبكر، كما كتب عن الطوائف الإسلامية مثل الشيعة الإمامية والإسماعيلية. كذلك له محاضرات وبحوث منشورة في المجلات الأكاديمية عن الاباضية.
من كتبه
- المدارس والمذاهب الإسلامية في الإسلام الوسيط، 1985م.
- الاتجاهات الإسلامية المبكرة في إيران، 1988م.
- الحركات الدينية والإثنية في الإسلام الوسيط، 1992م.
- خلیفة محمد، 1997.
- خلفاء الرسول في الخلافة الراشدة، 1998م.[4]